# Amphiagrion
Amphiagrion – rodzaj ważek z rodziny łątkowatych (Coenagrionidae).
W skład rodzaju wchodzą następujące gatunki:
- Amphiagrion abbreviatum
- Amphiagrion saucium